# Оюми (княжество)
Княжество Оюми (яп. 生実藩 Оюми-хан) — феодальное княжество (хан) в Японии периода Эдо (1627—1871). Оюми-хан располагался в провинции Симоса (современная префектура Тиба) на острове Хонсю.
Административный центр хана: Оюми jin’ya в провинции Симоса (современный город Тиба в префектуре Тиба). Княжеством управлял самурайский род Морикава.

## История
Оюми-хан был создан в феврале 1627 года для Морикава Сигэтоси (1584—1632). Он имел статус хатамото на службе сёгуна Токугавы Хидэтады, приобрел владения в провинциях Сагами, Кадзуса и Симоса с доходом, превышающим 10 000 коку, получив статус даймё. Ему было разрешено построить для себя jin’ya (укрепленный дом) на месте замка Оюми. Позднее он получил звание родзю и совершил ритуальное самоубийство на следующий день после смерти сёгуна Токугава Хидэтады. Его преемники управляли княжеством Оюми до Реставрации Мэйдзи.

## Список даймё
- Род Морикава (фудай-даймё) 1627—1871

| #  | Имя и годы жизни                             | Годы правления | Титул                    | Ранг                    | Кокудара     |
| -- | -------------------------------------------- | -------------- | ------------------------ | ----------------------- | ------------ |
| 1  | Морикава Сигэтоси (1584-1632) (яп. 森川重俊) | 1627-1632      | Дэва-но-ками (出羽守)    | Пятый нижний (従五位下) | 10, 000 коку |
| 2  | Морикава Сигэмаса (1608-1663) (яп. 森川重政) | 1632-1663      | Ига-но-ками (伊賀守)     | Пятый нижний (従五位下) | 10,000 коку  |
| 3  | Морикава Сигэнобу (1645-1706) (яп. 森川重信) | 1663-1692      | Дэва-но-ками (出羽守)    | Пятый нижний (従五位下) | 10,000 коку  |
| 4  | Морикава Сигэтанэ (1670-1746) (яп. 森川俊胤) | 1692-1732      | Дэва-но-ками (出羽守)    | Пятый нижний (従五位下) | 10,000 коку  |
| 5  | Морикава Сигэцунэ (1698-1734) (яп. 森川俊常) | 1732-1734      | Найдзэн-но-ками (内膳正) | Пятый нижний (従五位下) | 10,000 коку  |
| 6  | Морикава Сигэнори (1718-1787) (яп. 森川俊令) | 1734-1764      | Найдзэн-но-ками (内膳正) | Пятый нижний (従五位下) | 10,000 коку  |
| 7  | Морикава Сигэтака (1744-1788) (яп. 森川俊孝) | 1764-1788      | Кии-но-ками (紀伊守)     | Пятый нижний (従五位下) | 10, 000 коку |
| 8  | Морикава Сигэтомо (1779-1838) (яп. 森川俊知) | 1788-1838      | Найдзэн-но-ками (内膳正) | Пятый нижний (従五位下) | 10,000 коку  |
| 9  | Морикава Сигетами (1804-1855) (яп. 森川俊民) | 1838-1855      | Дэва-но-ками (出羽守)    | Пятый нижний (従五位下) | 10,000 коку  |
| 10 | Морикава Сигэхиса (1841-1858) (яп. 森川俊位) | 1855-1858      | Дэва-но-ками (出羽守)    | Пятый нижний (従五位下) | 10,000 коку  |
| 11 | Морикава Сигэнори (1844-1862) (яп. 森川俊徳) | 1858-1862      | Дэва-но-ками (出羽守)    | Пятый нижний (従五位下) | 10,000 коку  |
| 12 | Морикава Сигэтака (1850-1877) (яп. 森川俊方) | 1862-1871      | Найдзэн-но-ками (内膳正) | Пятый нижний (従五位下) | 10,000 коку  |